# Ludovico Gonzaga (1480-1540)
Ludovico Gonzaga (Bozzolo, 1480 – Sabbioneta, 1º luglio 1540) fu il primogenito maschio di Gianfrancesco e di Antonia del Balzo, iniziatore del ramo gonzaghesco "di Bozzolo".

## Biografia

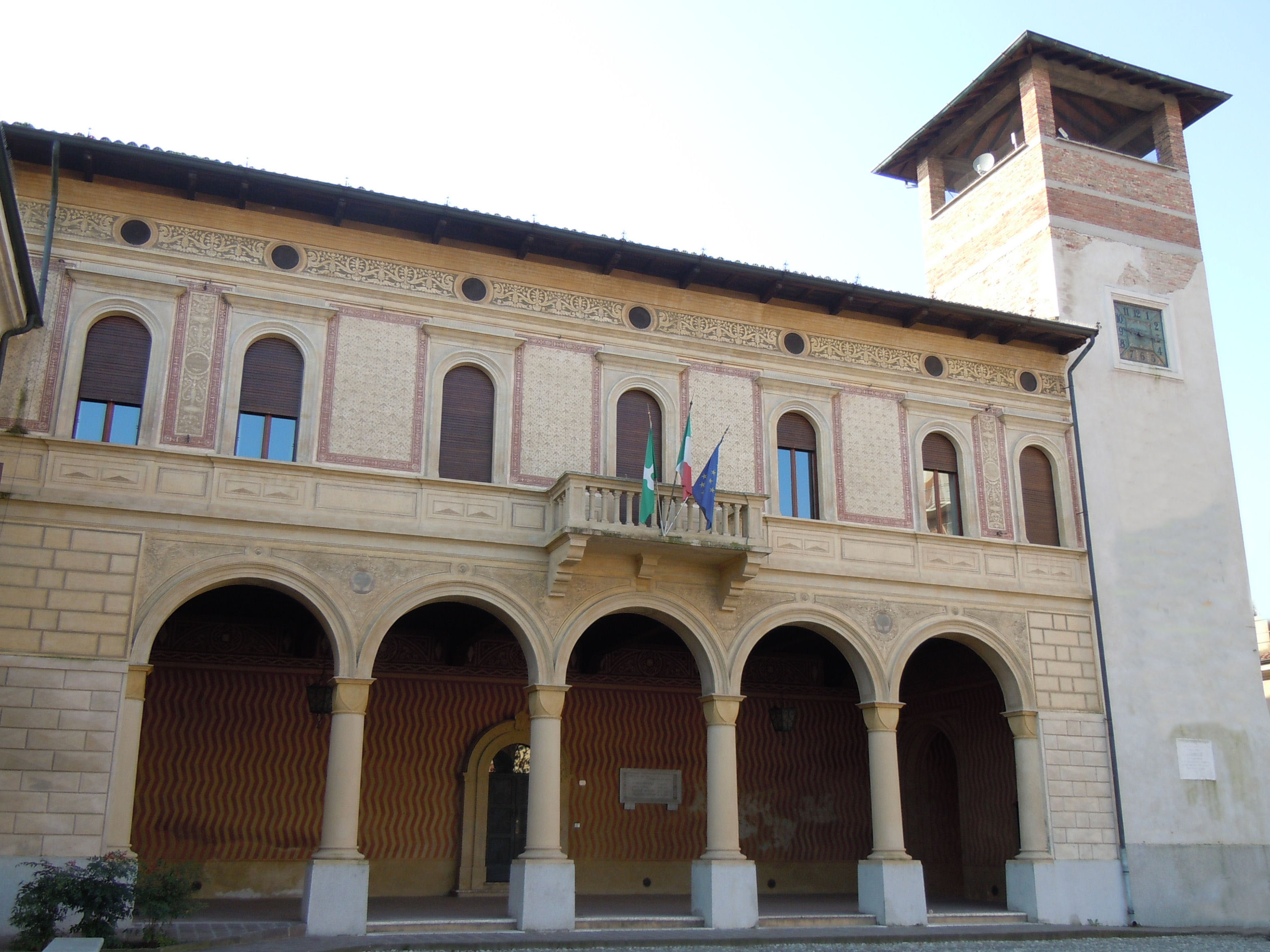
Bozzolo, palazzo municipale.

Alla morte del padre nel 1496 ottenne, congiuntamente agli altri tre fratelli, l'investitura dei suoi feudi, divenendo conte di Rodigo e consignore, assieme a Pirro, di Gazzuolo, Sabbioneta, Pomponesco e Dosolo.
A Federico (1484-1527) e Gianfrancesco (morto adolescente), andarono i possedimenti di Bozzolo, Rivarolo e Isola Dovarese mentre San Martino rimase indiviso tra tutti i fratelli.
Ancora giovanissimo venne inviato dal padre in Francia alla corte del re Carlo VIII ed ottiene dall'imperatore Massimiliano d'Austria il permesso di battere moneta a Sabbioneta ed a Bozzolo.
Nel 1497 sposò Francesca Fieschi dei conti di Lavagna, figlia del conte Gianluigi ed ebbero undici figli.
Nel 1509 prese parte all'assedio di Padova.
Nel 1510 partecipò alla difesa di Verona e venne eletto governatore della città.
Nel 1511, alla morte dello zio Ludovico, vescovo di Mantova, ereditò per testamento le terre di Ostiano e Castel Goffredo e per questo ebbe rapporti non amichevoli con i cugini di Mantova, che intendevano tutelare i figli di Rodolfo Gonzaga, Aloisio e Gianfrancesco. La disputa si risolse solo nel 1513.
Nel 1515 passò sotto le insegne di papa Leone X e nel 1516 fu al servizio di Francesco II Gonzaga a Mantova.
Acquistò nel 1517 il feudo di Casalmaggiore per 20.000 ducati ma nel 1522 fu costretto a cederlo, dopo assedio, agli sforzeschi.
Visse con la sua famiglia prevalentemente a Sabbioneta, ottenuta dal fratello Pirro nel 1521.
Nessuno dei cinque figli maschi avuti da Francesca Fieschi sopravvisse. Pertanto, alla morte avvenuta nel 1540, nominò erede l'unico figlio del suo primogenito Luigi, Vespasiano Gonzaga, di nove anni d'età.

## Discendenza
Ludovico e Francesca ebbero undici figli:
- Luigi detto "Rodomonte"
- Pirro il Cardinale
- Gianfrancesco detto "Cagnino"
- Alfonso, morto fanciullo
- Gian Federico
- Paola, moglie di Galeazzo Sanvitale signore di Fontanellato
- Ippolita (?-1571), sposa nel 1526 Galeotto della Mirandola
- Eleonora, consorte di Girolamo Martinengo;
- Isabella (Elisabetta), monaca
- Caterina, monaca
- Giulia, moglie di Vespasiano Colonna

## Ascendenza
|                        |                        |                                | Genitori                           |  |  | Nonni |  |  | Bisnonni              |  |  | Trisnonni           |  |
|                        |                        |                                |                                    |  |  |       |  |  | Gianfrancesco Gonzaga |  |  | Francesco I Gonzaga |  |
|                        |                        |                                |                                    |  |  |       |  |  | Gianfrancesco Gonzaga |  |  | Francesco I Gonzaga |  |
|                        |                        | Margherita Malatesta           |                                    |  |  |       |  |  | Gianfrancesco Gonzaga |  |  |                     |  |
| Ludovico II Gonzaga    |                        |                                |                                    |  |  |       |  |  | Gianfrancesco Gonzaga |  |  |                     |  |
|                        |                        | Paola Malatesta                | Malatesta IV Malatesta             |  |  |       |  |  |                       |  |  |                     |  |
|                        |                        | Paola Malatesta                | Malatesta IV Malatesta             |  |  |       |  |  |                       |  |  |                     |  |
|                        |                        | Paola Malatesta                | Elisabetta da Varano               |  |  |       |  |  |                       |  |  |                     |  |
| Gianfrancesco Gonzaga  |                        | Paola Malatesta                |                                    |  |  |       |  |  |                       |  |  |                     |  |
|                        |                        | Giovanni l'Alchimista          | Federico I di Brandeburgo          |  |  |       |  |  |                       |  |  |                     |  |
|                        |                        | Giovanni l'Alchimista          | Federico I di Brandeburgo          |  |  |       |  |  |                       |  |  |                     |  |
|                        |                        | Giovanni l'Alchimista          | Elisabetta di Baviera-Landshut     |  |  |       |  |  |                       |  |  |                     |  |
| Barbara di Brandeburgo |                        | Giovanni l'Alchimista          |                                    |  |  |       |  |  |                       |  |  |                     |  |
|                        |                        | Barbara di Sassonia-Wittenberg | Rodolfo III di Sassonia-Wittenberg |  |  |       |  |  |                       |  |  |                     |  |
|                        |                        | Barbara di Sassonia-Wittenberg | Rodolfo III di Sassonia-Wittenberg |  |  |       |  |  |                       |  |  |                     |  |
|                        |                        | Barbara di Sassonia-Wittenberg | Barbara di Legnica                 |  |  |       |  |  |                       |  |  |                     |  |
| Ludovico Gonzaga       |                        | Barbara di Sassonia-Wittenberg |                                    |  |  |       |  |  |                       |  |  |                     |  |
|                        | Francesco II del Balzo | Guglielmo del Balzo            |                                    |  |  |       |  |  |                       |  |  |                     |  |
|                        | Francesco II del Balzo | Guglielmo del Balzo            |                                    |  |  |       |  |  |                       |  |  |                     |  |
|                        | Francesco II del Balzo | Anna Brunforte                 |                                    |  |  |       |  |  |                       |  |  |                     |  |
| Pirro del Balzo        | Francesco II del Balzo |                                |                                    |  |  |       |  |  |                       |  |  |                     |  |
|                        |                        | Sancia di Chiaromonte          | Tristano di Chiaromonte            |  |  |       |  |  |                       |  |  |                     |  |
|                        |                        | Sancia di Chiaromonte          | Tristano di Chiaromonte            |  |  |       |  |  |                       |  |  |                     |  |
|                        |                        | Sancia di Chiaromonte          | Caterina di Taranto                |  |  |       |  |  |                       |  |  |                     |  |
| Antonia del Balzo      |                        | Sancia di Chiaromonte          |                                    |  |  |       |  |  |                       |  |  |                     |  |
|                        |                        | Gabriele Orsini del Balzo      | Raimondo Orsini del Balzo          |  |  |       |  |  |                       |  |  |                     |  |
|                        |                        | Gabriele Orsini del Balzo      | Raimondo Orsini del Balzo          |  |  |       |  |  |                       |  |  |                     |  |
|                        |                        | Gabriele Orsini del Balzo      | Maria d'Enghien                    |  |  |       |  |  |                       |  |  |                     |  |
| Maria Donata Orsini    |                        | Gabriele Orsini del Balzo      |                                    |  |  |       |  |  |                       |  |  |                     |  |
|                        |                        | Giovanna Caracciolo            | Sergianni Caracciolo               |  |  |       |  |  |                       |  |  |                     |  |
|                        |                        | Giovanna Caracciolo            | Sergianni Caracciolo               |  |  |       |  |  |                       |  |  |                     |  |
|                        |                        | Giovanna Caracciolo            | Caterina Filangieri                |  |  |       |  |  |                       |  |  |                     |  |
|                        |                        | Giovanna Caracciolo            |                                    |  |  |       |  |  |                       |  |  |                     |  |